# Fabien Merciris
Fabien Merciris, né le 15 mai 1977 à Chartres (Eure-et-Loir), est un coureur cycliste français.
Spécialiste de la poursuite sur piste, il est médaillé aux championnats du monde de poursuite par équipes en 2003. Son palmarès sur piste est ensuite riche de sept titres de champion de France.[Lesquels? Réf. néc.]

## Biographie
Fabien Merciris naît à Chartres en 1977 d'une mère originaire de Lèves et d'un père guadeloupéen. Il intègre l'école de cyclisme du VS chartrain à huit ans. Avec son éducateur Patrick Jardin, il découvre toutes les facettes du vélo et possède une fréquence cardiaque de 38 pulsations par minute au repos. Ses qualités éclatent au sortir de l'école de cyclisme dès les premières courses. En minimes, avec désormais le maillot rouge et blanc de l'ES Maintenon-Pierres, il décroche le titre de champion d'Eure-et-Loir. Huit autres victoires confortent son statut d'espoir. Après une première saison en cadets en demi-teinte, il s'impose à sept reprises l'année suivante puis treize fois en juniors dont une fois en épreuve nationale. Au championnat régional, il devance Nicolas Vogondy. Sur route, Merciris l'emporte ensuite dans une manche du challenge national à Ancenis où il bat Jimmy Casper. Il est sélectionné en équipe de France de poursuite en 1997, laquelle est inscrite au Tour du Loir-et-Cher espoirs afin d'endurcir ses membres au contact des meilleurs routiers. Dans des conditions hivernales difficiles, Merciris fait partie des seuls 27 concurrents à passer la ligne d'arrivée dont Thor Hushovd est le premier.
Malgré ses qualités de rouleur-sprinteur et son courage, c'est sur piste que Fabien Merciris obtient les résultats les plus probants. Chez les jeunes, parallèlement à la route, il la découvre avec un de ses éducateurs de l'ESMP. En 1993, il devient champion de France par équipes de poursuite minimes avec l'équipe du comité de l'Orléanais, vice-champion de France en individuel en juillet 1994 derrière Florent Brard et 5e en vitesse. À cette époque, il est en sport-études de Saint-Amand-Montrond et son entraîneur lui prépare un programme pour arriver en forme aux France 1995. Il gère ses efforts durant les différents tours de qualification et s'impose en finale contre Jean-Michel Tessier. Au niveau international, en juniors, il signe une cinquième place lors des mondiaux en poursuite individuelle. Avec ces résultats, Merciris intègre l'équipe de France de poursuite en 1997 alors championne olympique en titre.
Il s'agit d'assurer la relève dans une formation de très haut niveau dans laquelle l'Eurélien veut devenir titulaire. Et il y parvient avec à la clé deux victoires en Coupe du monde à Cali en 1998 et à Aguascalientes en 2004. Aux championnats du monde, les Bleus attendent trois éditions pour monter sur le podium après une 4e place à Anvers en 2001 et 5e place à Copenhague en 2002. En 2003, le quatuor tricolore monte sur la troisième marche du podium derrière l'Australie et la Grande-Bretagne de Bradley Wiggins. En 2004, Merciris est retenu dans l'équipe de poursuite pour les JO d'Athènes. Mais la concurrence est rude et il apprend au dernier moment qu'il n'est que remplaçant. Sur cette déception, il décide de prendre sa retraite, à seulement 29 ans.
Fabien Merciris concilie ensuite la vie de père de famille et de commercial dans le secteur du vélo. Il n'arrête pas pour autant le vélo avec une quatrième place en duathlon sans préparation en 2006 puis un sacre en championnat de Picardie quelques mois plus tard. L'année suivante, il bat le champion d'Europe de duathlon Anthony Le Duey. Il se met ensuite à la nage pour s'inscrire sur des triathlons. Il participe à quatre Ironman avec de bons classements,. En Octobre 2024 il devient champion du monde de poursuite par équipe master à Roubaix.

## Palmarès

### Palmarès sur route
- 1997
  - 1re étape du Loire-Atlantique espoirs
- 2004
  - 1re étape du Tour de la Creuse (contre-la-montre par équipes)

### Palmarès sur piste
Championnats du monde
- Médaillé de bronze de la poursuite par équipes en 2003

Coupe du monde
- 1er de la poursuite par équipes à Cali en 1998 (avec Jérôme Neuville, Damien Pommereau et Andy Flickinger)
- 1er de la poursuite par équipes à Aguascalientes en 2004 (avec Jérôme Neuville,  Fabien Sanchez  et Anthony Langella)

Championnat de France
- 2e du Championnat de France de poursuite par équipes en 2000 et 2004
- champion juniors de poursuite individuelle en 1995